# Bala Kuh
Bala Kuh é uma cidade do Afeganistão, localizada na província de Balkh.